# Superaglomerado Virgo Coma
O Superaglomerado Virgo Coma ou Super Enxame de Virgo Coma é o super enxame de galáxias mais distante do nosso Super enxame de Galáxias : Virgem.
Contém cerca de 2000 enxames de galáxias sendo os mais conhecidos : Enxame de Leão , Enxame de Aquário e Enxame de lorde.
O Super enxame está localizado a aproximadamente 9 mil milhões de anos-luz da Terra e está à borda do Universo Observável.
E atualmente mede 900 milhões de anos-luz sendo o maior de todos.Superaglomerado de galáxias